# Pematang Danau (Maje)
Pematang Danau is een bestuurslaag in het regentschap Kaur van de provincie Bengkulu, Indonesië. Pematang Danau telt 893 inwoners (volkstelling 2010).